# Rémy Belleau
Rémy Belleau (Nogent-le-Rotrou, 1528 - París, 1577) fue un poeta francés del siglo XVI. Perteneció al grupo de poetas llamado La Pléyade, cuyas figuras más representativas fueron Pierre de Ronsard y Joachim du Bellay.

## Biografía

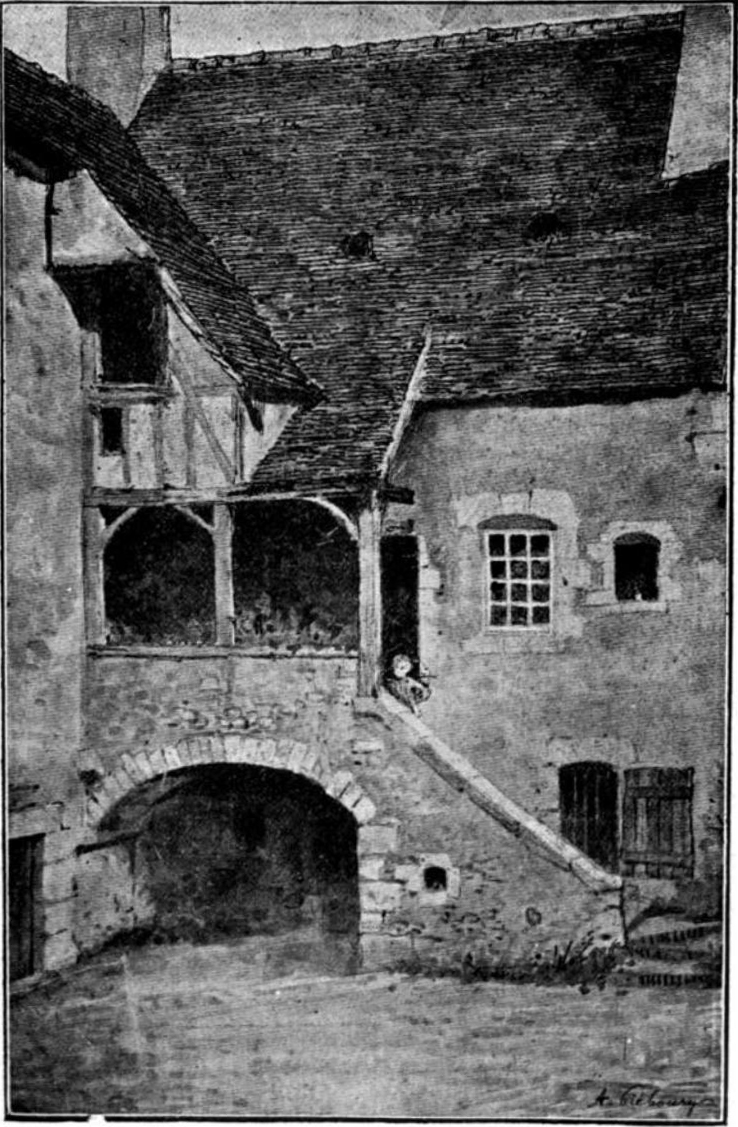
Aquí vivió Rémy Belleau, en Nogent-le-Rotrou.

Rémy Belleau empezó sus estudios con los monjes de la abadía de Saint-Denis, en Nogent-le-Rotrou, y los prosiguió alrededor de 1553 en París en donde adquirirá una formación clásica que le hará un auténtico conocedor de la poesía griega. Al ser persona inteligente, pero que no alardeaba de su erudición, era popular en los círculos culturales parisinos. 
Se unió pronto al grupo que se estaba formando alrededor del Colegio de Coqueret (Pierre de Ronsard, Antoine de Baïf, Joachim du Bellay), y luego a La Pléyade en 1554. Publicó en 1556 una traducción de las Odas de Anacreonte, que fue un gran éxito debido a su lirismo ligero. A pesar de que Ronsard opinaba que era muy seca, esta traducción enriqueció a la "Brigada" con un estilo nuevo, el basado en la fidelidad y la exactitud. También tradujo el Cantar de los Cantares y la Oda a la amada de Safo. De hecho, Belleau fue el primer traductor al francés de la poetisa de Lesbos. Ese mismo año publica los Pequeños Inventos, en donde habla de flores, frutos, gemas y animales.
Sus poemas propios sin embargo carecían de originalidad, y hubo que esperar hasta 1565 para que escribiera su Bergerie, obra maestra de la poesía pastoral, en el que Abril desvela un erotismo explícito. En 1576, aparecen los Amours et Nouveaux Eschanges des pierres précieuses, vertus et propriétés d'icelles. Esta obra, descrita por algunos críticos como una "epopeya mineral", narra las propiedades de las piedras, su historia, el mito de su origen, asociando el símbolo de las piedras a interpretaciones filosóficas y científicas. También hizo de actor en las obras de su amigo Jodelle, y llegó incluso a escribir una comedia, la Reconocida. 

Para ciertos críticos es el menos lírico de los poetas de La Pléyade, según otros el más púdico. Lo que está claro es que Rémy Belleau no era demasiado imaginativo y que imitó más de lo que creó, pero era un artista de la palabra. Tras haberse inclinado en un principio en favor de la Reforma, el autor se alía más adelante con el partido de sus protectores, los Guisa. Fue preceptor de Carlos de Lorena, ciudad en la que residirá hasta su muerte en 1577 en el Palacio de Guisa. Su talento elegante y sencillo hizo que recibiera por parte de sus contemporáneos el apodo del "amable Belleau" (le gentil Belleau). Pierre de Ronsard que admiraba a Belleau, y le llamaba Pintor de la naturaleza, redactó su epitafio:
No talléis, manos industriosas
Piedras para cubrir a Belleau,
Él mismo construyó su tumba
Dentro de sus Piedras Preciosas.

## Obras
Rémy Belleau tradujo en verso:
- las Odas de Anacreonte

- los Fenómenos de Aratus

- el Eclesiastés

- el Cantar de los Cantares

Otras obras:
- 1556: Petites inventions. Compendio de pequeños poemas donde canta a las flores, frutas variadas, pequeños animales como la ostra o la cigarra, la tortuga... En el deja ya marcado su estilo: el canto a las pequeñas cosas, que impregnará sus dos grandes obras posteriores.

- 1565: La Bergerie. Quizás su obra más conocida: un poema pastoril que se convirtió en prototípico del Renacimiento francés, y muchos de cuyos poemas pasaron a formar parte de las canciones populares francesas, aún hoy cantadas.

- 1576: Les amours et nouveaux eschanges des pierres précieuses. Es su obra más madura y también la última en ser compuesta y, sin duda, la más original. En este variado poemario canta las propiedades y las virtudes de las piedras preciosas más variadas, desde las más humildes a las más apreciadas. Casi todos los poemas son metamorfosis donde cuenta la historia de cada piedra y el mito de su origen, todo envuelto en mitología y con una profundidad filosófica inauditas en otras obras de Belleau. Este poemario se calificó como una epopeya mineral.

- La Reconocida (comedia)